# Timothy Daunt
Pour les articles homonymes, voir Daunt.
Timothy Lewis Achilles Daunt, né le 11 octobre 1935 et mort le 5 août 2023 à Londres, est un diplomatique britannique, lieutenant-gouverneur de l'île de Man de 1995 à 2000. Avant d'accéder à la plus haute fonction sur l'île de Man, il est ambassadeur du Royaume-Uni en Turquie.

## Biographie
Timothy Daunt est le fils de Leslie Henry Graeme Daunt et de Margery Mary Kenny Jones. Il fait ses études à la Sherborne School, une école privée anglaise située à Sherborne dans le nord-ouest du Dorset, puis au St Catharine's College de Cambridge.  À l'issue de sa formation militaire, il devient lieutenant au 8e régiment de hussards irlandais. En 1955, il est nommé officier au Royal Armoured Corps, le corps royal blindé britannique. 
Le 26 juillet 1962, il épouse Patricia Susan Knight (née en 1938).

### Ambassadeur en Turquie
Après son service militaire, Timothy Daunt entreprend une carrière diplomatique. En 1982, il devient représentant permanent de l'OTAN à Bruxelles. Il occupe dès 1986 la fonction d'ambassadeur du Royaume-Uni en Turquie jusqu'à sa retraite en 1992.

### Lieutenant-gouverneur de l'île de Man
En juin 1995, Timothy Daunt arrive sur l'île de Man avec sa femme afin de rencontrer le lieutenant-gouverneur Laurence Jones sans savoir que, quelques mois plus tard, il occuperait le même poste. Le 23 septembre, sir Jones, atteint d'un cancer, succombe à la maladie dans la résidence du gouvernement, à Douglas, deux jours avant la fin de son mandat. Un mois plus tard, le 25 octobre 1995, Timothy Daunt arrive sur l'île et prête serment en tant que nouveau lieutenant-gouverneur à Château-Rushen le 27 octobre.
Sa fonction prend fin le 1er septembre 2000. Daunt et son épouse quittent alors l'île de Man à bord d'un bateau, le Ben my Chree, avant que le nouveau lieutenant-gouverneur, Ian Macfadyen ne prête serment, le 25 octobre suivant.

## Distinction
Timothy Daunt est chevalier commandeur de l'ordre de Saint-Michel et Saint-Georges.